# Alfabeto ugaritico
L'alfabeto ugaritico, sviluppato dagli scribi intorno al XIV secolo a.C., è una delle prime scritture alfabetiche del Vicino Oriente. Si basa su una trentina di caratteri cuneiformi con valore fonetico (consonantico o semiconsonantico), ordinati in una sequenza (ordine levantino) che si ritrova nella maggior parte degli alfabeti successivi (greco, etrusco, latino ecc.). 
Dopo la distruzione di Ugarit ad opera dei Popoli del Mare, intorno al 1200 a.C., la scrittura ugaritica cessò di essere usata ma influenzò nella concezione alfabetica e nell'ordine dei caratteri l'alfabeto fenicio, che si diffuse in Europa e Medio Oriente. L'esistenza dell'alfabeto ugaritico è nota da diverse tavolette che riportano l'alfabeto completo. Altre tavolette, in numero minore sono state trovate a Beth Šemeš e danno un ordine diverso, quello detto sud-arabico.

## Lettere

Alfabeto ugaritico

| Sign | Trans.               | IPA                  | Ebraico | Arabo |
| ---- | -------------------- | -------------------- | ------- | ----- |
| 𐎀    | ʾa                   | ʔa                   | א       | أ     |
| 𐎁    | b                    | b                    | ב       | ب     |
| 𐎂    | g                    | ɡ                    | ג       | ج     |
| 𐎃    | ẖ                    | x                    |         | خ     |
| 𐎄    | d                    | d                    | ד       | د     |
| 𐎅    | h                    | h                    | ה       | ه     |
| 𐎆    | w                    | w                    | ו       | و     |
| 𐎇    | z                    | z                    | ז       | ز     |
| 𐎈    | ḥ                    | ħ                    | ח       | ح     |
| 𐎉    | ṭ                    | t̴                    | ט       | ط     |
| 𐎊    | y                    | j                    | י       | ي     |
| 𐎋    | k                    | k                    | כ       | ك     |
| 𐎌    | š                    | ʃ                    | ש       | ش     |
| 𐎍    | l                    | l                    | ל       | ل     |
| 𐎎    | m                    | m                    | מ       | م     |
| 𐎏    | ḏ                    | ð                    |         | ذ     |
| 𐎐    | n                    | n                    | נ       | ن     |
| 𐎑    | ẓ                    | ð̴                    |         | ظ     |
| 𐎒    | s                    | s                    | ס       | س     |
| 𐎓    | ʿ                    | ʕ                    | ע       | ع     |
| 𐎔    | p                    | p                    | פ       | ف     |
| 𐎕    | ṣ                    | s̴                    | צ       | ص     |
| 𐎖    | q                    | q                    | ק       | ق     |
| 𐎗    | r                    | r                    | ר       | ر     |
| 𐎘    | ṯ                    | θ                    |         | ث     |
| 𐎙    | ġ                    | ɣ                    |         | غ     |
| 𐎚    | t                    | t                    | ת       | ت     |
| 𐎛    | ʾi                   | ʔi                   |         | ئ     |
| 𐎜    | ʾu                   | ʔu                   |         | ؤ     |
| 𐎝    | s2                   |                      |         |       |
| 𐎟    | separatore di parole | separatore di parole |         |       |

## Unicode
La scrittura ugaritica è stata aggiunta allo standard Unicode nell'aprile 2003 con la pubblicazione della versione 4.0. Il blocco Unicode per l'ugaritico, denominato Ugaritic, è U+10380–U+1039F:
| Ugaritico Official Unicode Consortium code chart (PDF) |   |   |   |   |   |   |   |   |   |   |   |   |   |   |   |   |
|                                                        | 0 | 1 | 2 | 3 | 4 | 5 | 6 | 7 | 8 | 9 | A | B | C | D | E | F |
| U+1038x                                                | 𐎀 | 𐎁 | 𐎂 | 𐎃 | 𐎄 | 𐎅 | 𐎆 | 𐎇 | 𐎈 | 𐎉 | 𐎊 | 𐎋 | 𐎌 | 𐎍 | 𐎎 | 𐎏 |
| U+1039x                                                | 𐎐 | 𐎑 | 𐎒 | 𐎓 | 𐎔 | 𐎕 | 𐎖 | 𐎗 | 𐎘 | 𐎙 | 𐎚 | 𐎛 | 𐎜 | 𐎝 |   | 𐎟 |
| Note 1. 2.                                             |   |   |   |   |   |   |   |   |   |   |   |   |   |   |   |   |